# Bifrenaria wittigii
Bifrenaria wittigii är en orkidéart som först beskrevs av Heinrich Gustav Reichenbach, och fick sitt nu gällande namn av Frederico Carlos Hoehne. Bifrenaria wittigii ingår i släktet Bifrenaria och familjen orkidéer. Inga underarter finns listade i Catalogue of Life.